# شنلدورف
شنلدورف (به آلمانی: Schnelldorf) یک شهر در آلمان است که در آنسباخ واقع شده‌است.